# Никкей (кулинария)
Никкей — разновидность перуанской кухни, возникшая в конце XIX века во время притока в Перу трудовых мигрантов из Японии. Сочетает в себе перуанские и японские кулинарные традиции.

## История
История Никкей начинается с 1889 года во время прибытия в Перу около 7000 японцев для работы по двухлетним контрактам. Японские мигранты были задействованы преимущественно в сельском хозяйстве, например, высаживали сахарный тростник. После окончания контрактного срока многие из них остались в Южной Америке, создав в Перу семьи и ассимилировавшись с местными жителями.
Японцы начали заниматься предпринимательской деятельностью, в том числе открывать рестораны, где готовили местные блюда, так как их родная кухня не пользовалась в Перу большой популярностью. Однако со временем на перуанскую кухню стали влиять японские традиции, примером чего может служить замена в мясных блюдах мяса на рыбу, которая первоначально воспринималась как еда для бедных, или использование осьминогов.
Следующий период формирования кухни никкей начался в 1970-х годах, когда в Перу появились представительства компаний Toyota и Mitsubishi, что способствовало новой волне мигрантов и интересу к японской кухне.

## Блюда
- Севиче — блюдо из рыбы, первоначально считавшееся едой перуанских моряков и бедных. Состоит из сырой рыбы с добавлением острого красного перца, лайма, соли и лука; также в качестве ингредиентов может использоваться кукуруза и батат. В варианте кухни никкей в блюдо добавляют соевый соус, имбирь, кунжутное масло, кинзу, сельдерей. В отличие от традиционного способа готовки, когда рыбе дают настояться в цитрусовом маринаде несколько часов, японское севиче поливают лаймом непосредственно перед подачей.

- Тирадито — симбиоз сашими и севиче. От последнего отличается нарезкой рыбы тонкими слайсами. В качестве заправки используют соус из лайма и острого перца. Иногда в блюдо добавляют кукурузу и кунжутное масло.

- Амазонский никкей — блюдо из рыбы пайче (paiche), обитающей в перуанских реках. Японская традиция проявляется в нарезке рыбы слайсами или тонкими ломтиками. Для заправки используется соус из мисо и перуанского антикучо.

## Ресторанное искусство
Среди поваров кухни никкей популярны Мицухару Цумура («Миша»), Гастон Акурио; в числе известных ресторанов — Astrid & Gastón, Nobu, Maido и т. д.